# 天文台道

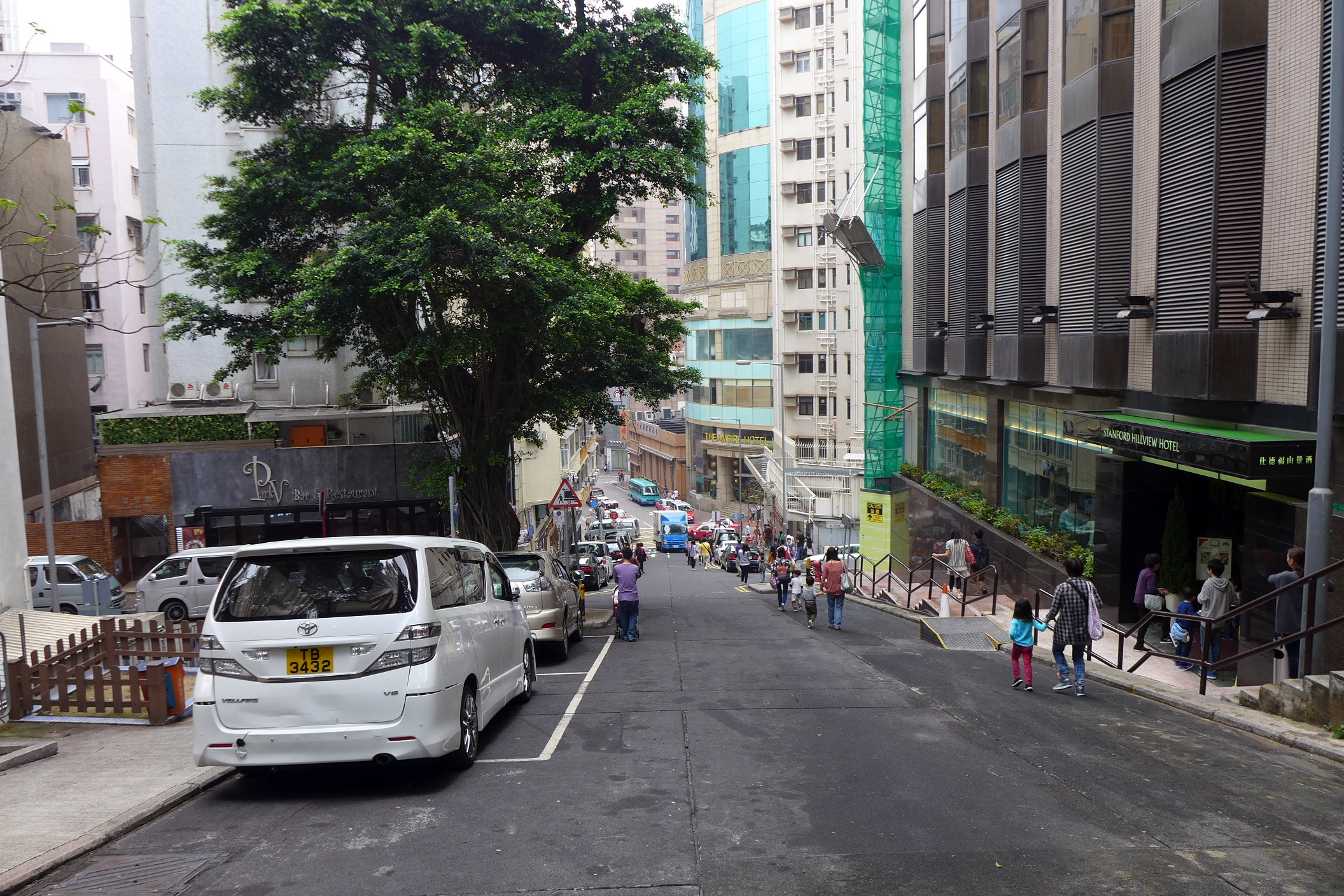
天文臺道介乎天文台圍及金巴利道一段的斜率為 1:5

天文臺道（英語：Observatory Road）是位於香港九龍半島尖沙咀的街道，1906年建成。街道因香港天文台總部設在附近而得名的。天文台至今仍繼續運作，負責提供颱風資訊和西太平洋氣象數據。
雖然天文臺道的長度只有約 200 米，但它有深厚的歷史意義──部分當時建成的建築物仍屹立在這條路上。整條天文臺道都處於天文台山，不斷上坡下坡。天文臺道的一端和漆咸道南連接，中段與金巴利道交界，另一端則和彌敦道連接。天文臺道介乎天文台圍及金巴利道一段的斜率為 1:5。
在天文臺道附近的著名地方包括：香港歷史博物館、香港科學館、美麗華商場、九龍華美達酒店（Ramada Kowloon Hotel）、香港教會─教會聚會所（基督徒管家），當然也包括香港天文台、天文台圍、諾士佛臺、仕德福山景酒店、中國五礦大廈、尖東幸福中心、市政局百週年紀念花園等。